# Histórico eleitoral de Yeda Crusius
Abaixo, o histórico eleitoral de Yeda Crusius:

## Eleições para deputada federal
1994
- Yeda Crusius 104.295 votos - Eleita

1998
- Yeda Crusius 77.670 votos - Eleita

2002 - Deputado Federal
- Yeda Crusius 170.744 votos - Eleita

## Eleições para prefeito de Porto Alegre
1996
- Raul Pont 53,71%
- Yeda Crusius 22,98%

2000
- Tarso Genro
- Alceu de Deus Collares
- Yeda Crusius 20,07%

## Eleições para governador
2006
1º turno
- Yeda Crusius 32,9%
- Olívio Dutra 27,39%
- Germano Rigotto 27,12%
- Francisco Sérgio Turra 6,66%
- Alceu de Deus Collares 3,71%

2º turno
- Yeda Crusius 53,94%
- Olívio Dutra 46,06%

2010
- Tarso Genro 54,35%
- José Fogaça 24,74%
- Yeda Crusius 18,40%